# Gelidium spinosum

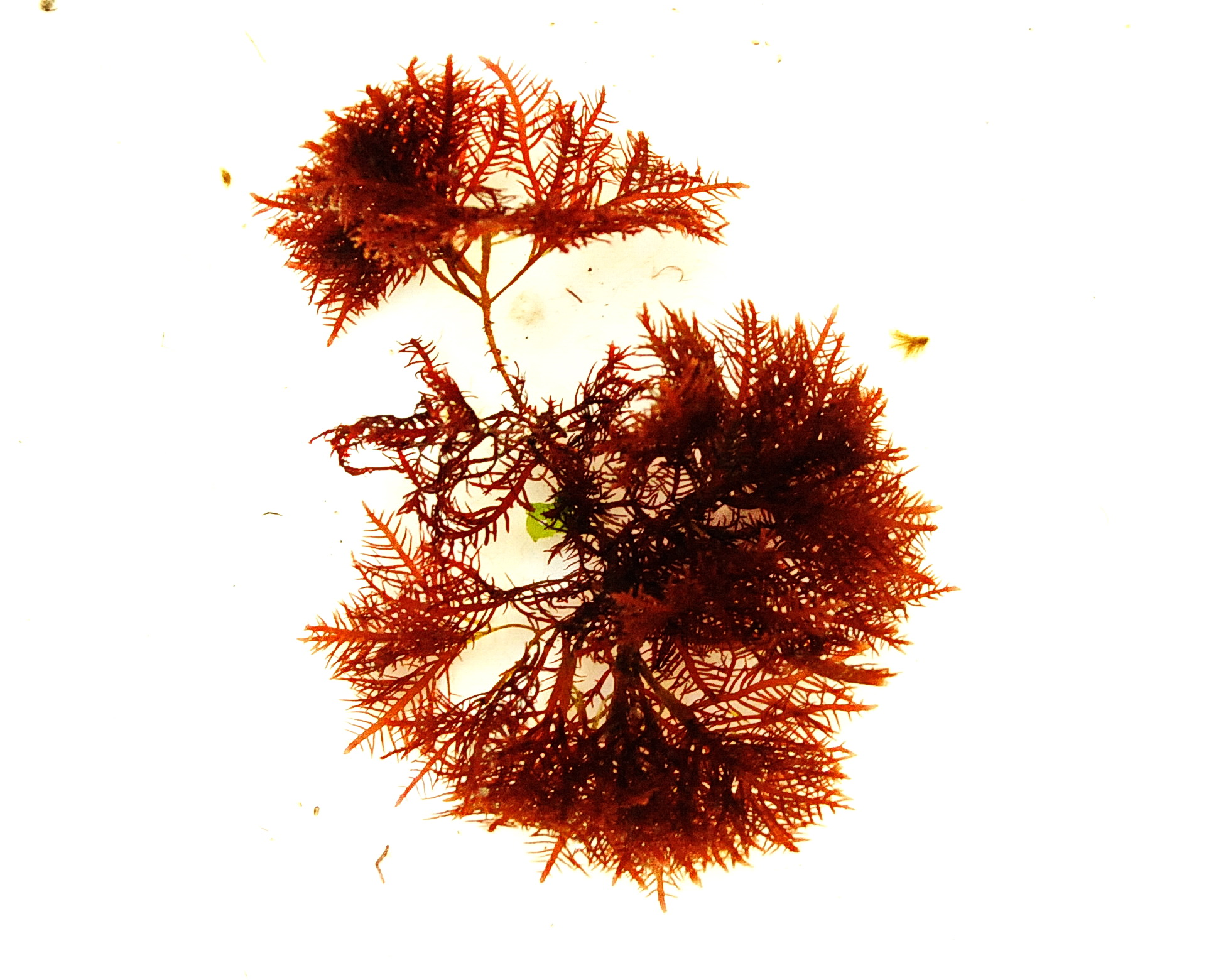
Gelidium latifolium, espécimen recogido en el mar Negro

Gelidium spinosum, que se cita muchas veces en la bibliografía como Gelidium latifolium, es una especie de alga Rhodophyta de la familia Gelidiacea, una de las numerosas especies del género Gelidium.

## Descripción
El color del talo varía de rosado a rojo oscuro. Vive fijada a sustrato mediante unos filamentos rastreros cilíndricos de los que salen los ejes principales, que son planos y están dispuestos irregularmente, llegando a medir 6 cm de alto por 3 mm de ancho. Estos ejes se ramifícan varias veces de forma pinnada irregular.

## Taxonomía
La especie fue descrita en 1996 por el ficólogo estadounidense Paul Claude Silva.

### Sinónimos
Además de su nombre actualmente válido (2021), la especie se conoció también por  los sinónimos:
- Fucus spinosus S.G.Gmelin, 1768
- Gelidium corneum var. latifolium Greville, 1830
- Gelidium latifolium Bornet ex Hauck, 1883
- Gelidium latifolium var. typicum Feldmann & Hamel, 1936

### Forma y variedad
En la especie se reconoce una forma y una variedad:
- Gelidium spinosum f. elongatum (Hatta & Prud'homme van Reine) P.C.Silva, 1966
- Gelidium spinosum var. hystrix (J.Agardh) G.Furnari, 1997

## Hábitat y distribición
Es una especie muy común que se puede encontrar durante todo el año en fondos rocosos no muy profundos con fuertes pendientes y poco iluminados, en costas protegidas y semiexpuestas, sobre las rocas o como epífita sobre otras algas, en a zona mesolitoral inferior, y también en las pozas intermarealess del mesolitoral medio.
Se distribuye por el Atlántico y el Mediterráneo.